# Xennella suecica
Xennella suecica är en rundmaskart som beskrevs av Allgen 1935. Xennella suecica ingår i släktet Xennella och familjen Xennellidae. Arten är reproducerande i Sverige. Inga underarter finns listade i Catalogue of Life.